# Wojciech Pasterniak
Wojciech Pasterniak (ur. 1935, zm. 5 maja 2018) – polski filolog, pedagog, filozof edukacji, prof. zw. dr hab.

## Biografia
Wojciech Pasterniak urodził się w 1935. Pracował na Uniwersytecie Zielonogórskim, a także pełnił funkcję kierownika w Wałbrzyskiej Wyższej Szkole Zarządzania i Przedsiębiorczości. Posiadał stopień doktora habilitowanego, w 1979 uzyskał tytuł naukowy profesora nauk humanistycznych.

## Życie prywatne
Jego żoną była Lilla, z którą miał dwoje dzieci: syna Piotra i córkę Ewę.